# Thomas Kluge (Umweltforscher)
Thomas Kluge (* 30. Mai 1948 in Kiel) ist ein deutscher Sozialwissenschaftler und Umweltforscher.
Kluge wuchs in Schleswig-Holstein und in Mainz auf, wo er das Rabanus-Maurus-Gymnasium besuchte. Dann studierte er Rechtswissenschaften an der Universität Frankfurt am Main. Nach dem zweiten Staatsexamen arbeitete er als Journalist, bevor er sich 1984 in Frankfurt über das Thema Gesellschaft, Natur, Technik: zur lebensphilosophischen und ökologischen Kritik von Technik und Gesellschaft promovierte. 1989 gehörte er zusammen mit Egon Becker zu den Gründern des Instituts für sozial-ökologische Forschung. Dort leitete er zunächst den Institutsbereich Wasser und nachhaltige Umweltplanung; von 2010 bis 2014 war er Mitglied der Institutsleitung. Am Fachbereich für Stadt- und Regionalplanung der Universität Kassel habilitierte er sich 1999 für das Fach Sozialwissenschaften.
Kluges Forschungsschwerpunkte sind Wasserforschung, nachhaltige Umweltplanung sowie regionale Nachhaltigkeit. Zu seinen zahlreichen Projekten zählen u. a. CuveWaters - Integriertes Wasserressourcen-Management in Namibia und netWORKS - Transformationsmanagement für eine nachhaltige Wasserwirtschaft. Kluge ist im Länderforum Afrika der German Water Partnership (GWP) aktiv.

## Bücher / Monographien
- (Herausgeber) Grüne Politik. Der Stand einer Auseinandersetzung Frankfurt am Main, Fischer alternativ 1984
- (Herausgeber zus. mit Winfried Hammann): In Zukunft, Reinbek, Rowohlt 1985
- Gesellschaft, Natur, Technik: zur lebensphilosophischen und ökologischen Kritik von Technik und Gesellschaft  Opladen, Westdeutscher Verlag 1985
- (gemeinsam mit Engelbert Schramm): Wassernöte : Umwelt- und Sozialgeschichte des Trinkwassers. Aachen, Alano-Verlag, 1986, ISBN 3-924007-19-5 (zweite Auflage Köln 1988)
- (gemeinsam mit Engelbert Schramm): Der Vogelsberg : zur sozial-ökologischen Krise in einer ländlichen Region. Frankfurt am Main: IKO-Verlag für Interkulturelle Kommunikation 1989
- (gemeinsam mit Engelbert Schramm): Greenpeace-Studie Wasser : Aquarius I, Landwirtschaft und Wasser - Konkurrenz oder Symbiose? Ein Plädoyer für eine wassergerechte Landwirtschaft Hamburg: Greenpeace 1990
- (gemeinsam mit Engelbert Schramm und Aicha Vack): Wasserwende : wie die Wasserkrise in Deutschland bewältigt werden kann, München, Zürich: Piper 1995, ISBN 3-492-12059-8
- Wasser und Gesellschaft : von der hydraulischen Maschinerie zur nachhaltigen Entwicklung Opladen: Leske & Budrich 2000
- (Herausgeber zus. mit Engelbert Schramm): Aktivierung durch Nähe : Regionalisierung nachhaltigen Wirtschaftens. München: ökom Verlag 2003; ISBN 978-3-936581-03-4
- (zusammen mit Diana Hummel) Sozial-ökologische Regulationen, netWORKS-Paper Nr. 9; (PDF; 697 kB) Forschungsverbund netWORKS. Berlin.
- Ansätze zur sozial-ökologischen Regulation der Ressource Wasser - neue Anforderungen an die Bewirtschaftung durch die EU-Wasserrahmenrichtlinie und Privatisierungstendenzen. netWORKS-Paper, H. 15; (PDF; 1,0 MB) Forschungsverbund netWORKS. Berlin.
- (Herausgeber zus. mit Diana Hummel, Stefan Liehr, M. Hachelaf): Virtual Water Trade. Documentation of an International Expert Workshop. 3.–4. Juli 2006. (PDF; 569 kB) ISOE-Materialien Soziale Ökologie Nr. 24. Frankfurt am Main
- (Herausgeber zus. mit Jens Libbe): Transformation netzgebundener Infrastruktur. Strategien für Kommunen am Beispiel Wasser. DIFU-Beiträge zur Stadtforschung, Bd. 45. DIFU: Berlin 2006
- (Herausgeber zus. mit Jens Libbe): Transformationsmanagement für eine nachhaltige Wasserwirtschaft. Handreichung zur Realisierung neuartiger Infrastrukturlösungen im Bereich Wasser und Abwasser. Difu: Berlin 2010
- (gemeinsam mit Silke Beck, Bernd Hansjürgens, Harald Hiessl, Christian Sartorius, Engelbert Schramm; 2012): Wege zu einer nachhaltigen und exportstarken Wasserwirtschaft. Eckpunktepapier und Empfehlungen des Projekts "Wasser 2050". ISOE-Materialien Soziale Ökologie, 35. ISOE: Frankfurt am Main 2012.
- (gemeinsam mit Stefan Liehr, Oliver Schulz, Georg Sunderer, Johann Wackerbauer): Wasserbedarfsprognose für Hamburg und Umland bis 2045. ISOE-Studientexte, 24. ISOE: Frankfurt am Main 2015.
- (Herausgeber zus. mit Engelbert Schramm): Wasser 2050. Mehr Nachhaltigkeit durch Systemlösungen. oekom verlag: München 2016
- (Herausgeber zus. mit Stefan Liehr, Jenny Bischofberger, Jutta Deffner, Jörg Felmeden, Johanna Kramm, Alexia Krug von Nidda, Oliver Schulz, Vanessa Stibitz, Laura Wolters-dorf, Martin Zimmermann): IWRM-Verbundprojekt CuveWaters: Integriertes Wasserressourcen-Management im zentralen Norden Namibias (Cuvelai Basin) und in der SADC-Region. Phase III: Transfer eines Multi-Ressourcen-Mix, TP 1: Schlussbericht: Projektlaufzeit: 01.10.2013–31.12.2015. Frankfurt am Main 2016